# Ернст Телман
Ернст Телман (Хамбург, 18. април 1886 — Бухенвалд, 18. август 1944), обалски радник и председник ЦК КП Немачке.
Врло млад је приступио радничком покрету. У Хамбургу је постао члан Социјалдемократске радничке партије Немачке. Од 1917. године члан је Независне социјалдемократске партије, а од 1919. председник хамбуршке партијске организације.
Године 1920. постао је члан Комунистичке партије Немачке, а 1921. члан Централног комитета. Био је један од организатора устанка хамбуршких радника, 1923, а 1925. године је постао председник ЦК КП Немачке.
Био је руководилац „Савеза црвених фронтовика“ од 1924. године. У периоду од 1924. до 1929. био је кандидат за члана, а од 1929. до 1943. године члан Извршног комитета Коминтерне. Године 1925. и 1932. био је кандидат на председничким изборима.
После доласка на власт Адолфа Хитлера, 1933. године, ухапшен је 3. марта и заточен у концентрационом логору Бухенвалд, где је убијен 18. августа 1944. године, по Хитлеровом личном налогу.
Током грађанског рата у Шпанији, неколико формација немачких добровољаца на страни републиканаца је носило његово име. У шуми између села Ђуричић и Слатински Дреновац, на обронцима Папука, 15. августа 1943. године формирана је највећа јединица немачке националне мањине у Европи, која се борила против фашиста.